# Museo Nobel
Il Museo Nobel, chiamato anche Museo del Premio Nobel, è un museo che si trova sul lato nord della piazza Stortorget a Gamla Stan,  nel centro di Stoccolma, in Svezia.
Il museo espone materiale sul Premio Nobel e sui vincitori del premio Nobel, nonché informazioni sul fondatore del premio, Alfred Nobel. L'esposizione permanente del museo comprende molti manufatti donati dai premi Nobel.
Il Museo Nobel è stato inaugurato nell'aprile del 2001 per il centesimo anniversario del Premio Nobel.